# Дянково
За добруджанското село Дянково вижте Фелдфебел Дянково. 
Дя̀нково е село в Североизточна България. То се намира в община Разград, област Разград и е едно от най-красивите села в района.

## История
Старото име на селото е Калово, а след 1945 г. е преименувано на Дянково – по името на активиста на Българската комунистическа партия Дянко Стефанов (1915-1943), паметник на който има в центъра на селото.
Черквата в селото „Свети Дух“ е построена през 1932 година. През 2019 година е извършено обновление на храма от Русенския митрополит Наум. 
Селото принадлежи на Разградска духовна околия на Русенска епархия на Българската православна църква.
В селото има джамия и месчид. 

## Население
Численост на населението според преброяванията през годините:
| \| Година на преброяване \| Численост \| \| --------------------- \| --------- \| \| 1934 \| 3967 \| \| 1946 \| 3815 \| \| 1956 \| 3772 \| \| 1965 \| 3923 \| \| 1975 \| 4000 \| \| 1985 \| 3719 \| \| 1992 \| 3062 \| \| 2001 \| 3040 \| \| 2011 \| 2735 \| \| 2021 \| 1974 \| |           |
| Година на преброяване | Численост |
| 1934 | 3967      |
| 1946 | 3815      |
| 1956 | 3772      |
| 1965 | 3923      |
| 1975 | 4000      |
| 1985 | 3719      |
| 1992 | 3062      |
| 2001 | 3040      |
| 2011 | 2735      |
| 2021 | 1974      |

### Етнически състав
Преброяване на населението през 2011 г.
Численост и дял на етническите групи според преброяването на населението през 2011 г.:
|                     | Численост | Дял (в %) |
| Общо                | 2735      | 100.00    |
| Българи             | 164       | 5.99      |
| Турци               | 2423      | 88.59     |
| Цигани              |           |           |
| Други               |           |           |
| Не се самоопределят | 42        | 1.53      |
| Неотговорили        | 73        | 2.66      |

## Културни и природни забележителности
В селото се намират две училища – ОУ „Отец Паисий“ и една детска градина. Селото е ислямско, но има и християни. Има две джамии.

## Редовни събития
Общоселски сбор на Св. Дух – 50 дни след Великден. Всяка година се организират конни надбягвания.

## Други
- Мустафа Четев (р. 1936) – писател
- Ислям Хамдиев – световен шампион за младежи и юноши до 68 kg за 1975 година